# دوني هيكمان
دوني هيكمان (بالإنجليزية: Donnie Hickman)‏ هو لاعب كرة قدم أمريكية أمريكي، ولد في 11 يونيو 1955 في فلاغستاف في الولايات المتحدة.

## وصلات خارجية
- دوني هيكمان على موقع مرجع كرة القدم المحترفة.كوم (الإنجليزية)